# Virágh Jenő
Virágh Jenő, született Blum (Budapest, 1881. június 28. – Budapest, 1943. május 4.) magyar színész, komikus, rendező.

## Élete
Blum Ármin kereskedő és Müller Janka (1848–1911) fia, Virágh Géza hírlapíró, lapszerkesztő öccse. Pályáját vidéken komikus szerepekben kezdte Halmai Imrénél, majd Miskolcra ment, ahol Németh József társulatában játszott. Ezt követően Feld Zsigmond ligeti színházában, később a Népszínház-Vígoperában működött. Ekkoriban fellépett többek között Blaha Lujza, Pálmay Ilka és Petráss Sári partnereként. Igazi területe a kabaré, a kisoperett, a kuplééneklés volt. 1911-től hosszabb ideig a Royal Orfeum tagja volt, majd az Orfeum főrendezőjeként számos sikeres műsort állított össze. Tagja volt a Nyáray–Gyárfás–Virágh komikus triónak. Kiemelkedő színészi alakítása Zerkovitz Béla A zsámbéki földesúr című operettjének címszerepe volt. Az 1930-as évek elején ugyan visszavonult a színpadtól, de 1937-ben megtartotta színpadra lépésének harmincéves jubileumát a budapesti Zeneakadémia nagytermében. Hosszas betegeskedés után hunyt el tüdőgyulladás és agylágyulás következtében.

## Magánélete
Házastársa Bakos Margit színésznő volt, akit 1912. október 19-én Budapesten, az Erzsébetvárosban vett nőül. 1934-ben elváltak.